# ジブリル・ディアネッシ
ジブリル・ディアネッシ（Djibril Dianessy、1996年3月29日 - ）は、フランス・ヴィルモンブル出身のサッカー選手。リーグ・ドゥ・ポーFC所属。ポジションはフォワード（ウイング）。

## 人物
ディアネッシはマリ出身の両親の下、フランスで生まれた。